# Hypercodia lamia
Hypercodia lamia là một loài bướm đêm trong họ Noctuidae.